# Canzoniere delle Lame
Il Canzoniere delle Lame è stato un gruppo politico-musicale con sede nella città di Bologna. Fu fondato nel 1967 nell'allora quartiere Lame, attualmente incorporato nel Quartiere Navile, dai giovani Janna Carioli e Gianfranco Ginestri, entrambi nati nel 1944. Il massimo successo di critica e di pubblico l'ottenne nel decennio 1970-80, durante il quale questo gruppo partecipò a numerose tournée in Italia e all'estero, e incise molte canzoni politico-sociali che furono inserite e diffuse in 33 dischi. L'ultimo recital del gruppo fu effettuato nel 1987. Complessivamente, nel ventennio 1967-1987, sono stati presentati oltre mille concerti in patria e all'estero.

## Storia

### Premessa
Nel 1957, dopo la morte del compositore e musicista tedesco Kurt Weill, il torinese Sergio Liberovici (1930-1991) si reca a Berlino Est per fare ricerche sui canti politici di Bertolt Brecht. Torna in Italia entusiasta, compone nuovi canti sociali e, assieme al torinese Fausto Amodei e altri intellettuali, fonda il gruppo politico-musicale denominato Cantacronache. Negli anni a cavallo del 1960, dopo avere fatto incisioni discografiche, questo gruppo presenta concerti alle feste provinciali de l'Unità e dell'Avanti!, e in tali occasioni contribuisce alla nascita di vari canzonieri folk-politici in varie città italiane in cui essi hanno cantato (tra cui Bologna).

### Fondazione
Dal 1960 l'allora sedicenne Gianfranco Ginestri, giovane comunista bolognese, stimolato dai suddetti Cantacronache, con un registratore Gelosino va, per un quinquennio, alla ricerca di canzoni sociali emiliano-romagnole cantate da mondine, braccianti, partigiani, operai, eccetera... La sera del 9 settembre 1966 conosce Ivan Della Mea e altri giovani cantautori politici del Nuovo Canzoniere Italiano, durante un "Concerto per la Pace" promosso dal Partito Comunista Italiano, nei Giardini Margherita di Bologna. Nell'inverno 1966-67 redige un libretto dal titolo "Il Canzoniere Ribelle dell'Emilia-Romagna" contenente la sua ricerca, con un centinaio di testi di canti popolari-politici emiliani e romagnoli in lingua italiana, e altrettanti commenti storico-musicali. Grazie alla preziosa supervisione redazionale della coautrice coetanea Janna Carioli, tale libretto viene stampato alla vigilia del 1º maggio 1967 dalle loro "Edizioni Gruppo Free", venendo poi diffuso nelle case del popolo emiliano-romagnole, e regalato a tutte le 100 biblioteche comunali di Bologna e provincia. Nel suddetto giorno dedicato alla festa dei lavoratori, che preannuncia le lotte sociali del mitico 1968, il duo Carioli-Ginestri fonda il "Canzoniere delle Lame", a cui successivamente aderiscono giovani studenti, operai, impiegati, insegnanti, lavoratori politicamente e culturalmente impegnati a sinistra. Le prove musicali principali si effettuavano nel salone del Circolo Arci "Pescaròla", in una casa del popolo della periferia bolognese, in via Zanardi 184, fuori Porta Lame... I loro consulenti storici furono: Dante Cruicchi (sindaco di Marzabotto) e Luigi Arbizzani (presidente dell'Istituto Gramsci di Bologna), e anche i dirigenti dell'ANPI Lino "William" Michelini e Renato "Italiano" Romagnoli.

### Spettacoli
Il 1º maggio 1967 viene effettuato il primissimo recital informale del gruppo, durante una festa pacifista campestre promossa dai coniugi Cesare Malservisi e Francesca Ciampi, ideatori del nome del gruppo. Al termine di un rodaggio musicale estivo il gruppo presenta una sorta di prova generale pubblica il 1º ottobre 1967 nella popolare Sala della Pace del Circolo Arci "Cesare Pavese" di via del Pratello, nel centro storico di Bologna. Però il vero debutto ufficiale del gruppo avviene il 1º maggio 1968 nella piazza Grande di Modena, dopo il comizio di Nilde Jotti. Per tutta l'estate del '68 questo gruppo ha cantato prevalentemente in Emilia-Romagna e in Toscana. Poi nell'estate 1969 ha effettuato la sua prima tournée all'estero, nella regione di Parigi. Quindi fino al 1983 il gruppo ha svolto recital in quasi tutte le province italiane. Nel triennio 1984-86 i solisti del "Canzoniere delle Lame" hanno cantato in minigruppi musicali, oppure assieme ad altri membri di complessi folk politici italiani. Il 20 maggio 1987 si è svolto l'ultimissimo spettacolo pubblico del "Canzoniere delle Lame" nel corso di un "Concertone per la Pace" tenutosi nel Circolo Arci bolognese "Ca' De Mandorli", al quale hanno partecipato anche cantanti politici stranieri venuti a Bologna appositamente per presenziare al pensionamento del complesso. Nel suddetto periodo il gruppo ha svolto anche una notevole attività di archiviazione, redazione, edizione, creazione, composizione, e incisione di canzoni di protesta presenti in 33 dischi.

### Tournée
Il "Canzoniere delle Lame" ha suonato in piccoli e grandi concerti in varie capitali mondiali: a Berlino Est, Berlino Ovest, L'Avana, Parigi, Bruxelles, Lisbona, Praga, Budapest, Sofia, Vienna, Zurigo, oltre che Roma e nei capoluoghi di tutte le regioni italiane.
All'estero il gruppo ha cantato anche con numerosi artisti stranieri, tra cui: Miriam Makeba, Mercedes Sosa, Sara González, Isabel Parra, Maria Farantouri, Sacha Distel, Alan Stivell, Peter Gabriel, Alí Primera, Sergio Ortega, Silvio Rodríguez, Pablo Milanés, Harry Belafonte, Mikīs Theodōrakīs, Perry Friedman, Dean Reed, Carlos Puebla, Quilapayún, Inti-Illimani e tanti altri.
In Italia il "Canzoniere delle Lame" ha cantato anche con vari artisti italiani. tra cui: Ivan Della Mea, Fausto Amodei, Michele Straniero, Rudi Assuntino, Gualtiero Bertelli, Ernesto Bassignano, Leoncarlo Settimelli, Franco Trincale, Quinto Ferrari, Deborah Kooperman, Caterina Bueno, Giovanna Daffini, Giovanna Marini, Rosa Balistreri, Antonietta Laterza, Raffaella De Vita, Anna Identici, Miranda Martino, Ombretta Colli, Paola Pitagora, il Nuovo Canzoniere Italiano, il Canzoniere del Lazio, il Gruppo Emiliano di musica popolare, gli Stormy Six e tanti altri.
In Italia il gruppo bolognese ha cantato in decine di teatri e circoli Arci, ma soprattutto si è esibito in centinaia di feste della stampa comunista, come l'Unità, in tutta la penisola italiana.
All'estero il gruppo ha presentato spettacoli in varie feste popolari parigine de L'Humanitè e della Citè Universitaire, ma anche a bordo di navi-crociera sovietiche e dentro a villaggi turistici istriani-jugoslavi.
In TV il "Canzoniere delle Lame" ha cantato negli studi televisivi romani della RAI, negli studi avaneri della TV-Cubana, e in programmi popolari radiotelevisivi di quasi tutti i paesi est-europei.
L'edificio teatrale internazionale più prestigioso nel quale il "Canzoniere delle Lame" ha cantato è stato il Berliner Ensemble (fondato da Bertolt Brecht), dove il gruppo si è esibito il 1º agosto 1973, a Berlino Est, nell'allora Repubblica Democratica Tedesca, grazie ai registi teatrali della TV-DDR, con la presentazione bilingue del compositore veneziano Luigi Nono.

### Componenti
Del "Canzoniere delle Lame" di Bologna, nel ventennio 1967-1987, hanno fatto parte in tutto circa 50 membri (tra musicisti, cantanti e tecnici) ma per motivi pratici le tournée del gruppo erano effettuate da complessi aventi al massimo solo 9 persone, dato che il pullmino del CDL aveva solo 9 posti, più lo spazio per gli impianti di voci e luci.
L'ensemble ha presentato spettacoli politico-musicali fino alla fine degli anni ottanta, ma alcuni suoi ex membri continuano tuttora a cantare, sia come esecutori solisti e sia all'interno di varie formazioni corali e musicali bolognesi.
Oltre ai due fondatori ufficiali, Janna Carioli (cantante e autrice) e Gianfranco Ginestri (cantante e pressagent), un contributo importante iniziale fu dato da
Alba Arnofoli (organizzatrice), Bruno Cuppi (cantante, chitarrista) e Marino Manara (cantante).

## Archivio
A Bologna, alla vigilia del 40º anniversario della nascita del CDL, è stato fondato l'"Archivio Storico Multimediale del Canzoniere delle Lame", il quale è una sorta di museo comprendente un'infinità di libri, dischi, cassette, nastri, ricerche, foto, documenti, programmi, manifesti, locandine, volantini, e 15 grandi volumi con 1.500 pagine di rassegne-stampa. Il 7 novembre 2006 tutto ciò è stato regalato dal cofondatore del CDL Gianfranco Ginestri (alla presenza del cantautore scomparso Ivan Della Mea, dello storico vivente Cesare Bermani e del cantastorie-musicologo sardo-bolognese Salvatore Panu) al Quartiere Navile. Il suddetto archivio è a disposizione di cantanti, coristi, musicisti e studiosi presso la Biblioteca Comunale Lame - Cesare Malservisi.
Ogni anno, per volontà di Gianfranco Ginestri, la biblioteca Lame, Anpi e il Quartiere Navile organizzano un evento per commemorare la battaglia di Porta Lame che si combatté il 7 novembre 1944 tra truppe naziste e fasciste e i partigiani della 7 brigata GAP Giuseppe Garibaldi.

## Al Cantagallo
Il 18 giugno 1973 Giorgio Almirante, di ritorno da un comizio con la scorta, si fermò nell'area di servizio di Cantagallo, alle porte di Bologna. Il personale, riconoscendolo, entrò in sciopero e si rifiutò di servirgli il caffè.
Il "Canzoniere delle Lame" incise un 45 giri, venduto solamente al Mottagrill, il cui ricavato venne usato per la difesa dei lavoratori finiti sotto processo.

## Discografia
Numerose canzoni del gruppo "Canzoniere delle Lame di Bologna" sono state inserite nei seguenti 33 dischi editi nel decennio 1970-1980. Poi, all'inizio del terzo millennio, è stata prodotta e diffusa gratuitamente un'audiocassetta in edizione privata con trenta canzoni. Quindi, nel 2012, è stato diffuso un libro-disco contenente un apposito disco-cd contenente venti canzoni politiche del gruppo bolognese. Infine, a cura del musicista-giornalista grossetano Giulio De Paola, nel 2013-14, circa 500 canzoni del CDL e degli amici del CDL sono state messe in YouTube.
- 1970 - Canti di Protesta - (LP - Ed. Lame, Bologna).
- 1971 - Canti Contro - (LP - Ed. Arci-Uisp, Bologna).
- 1972 - Canti Rivoluzionari Italiani - (LP - Ed. Vedette, Sciascia, Milano).
- 1973 - I canti della baracca di Piazza Maggiore - (LP - Ed. Arci, Bologna).
- 1973 - Decimo festival mondiale della gioventù di Berlino - (EP doppio- Ed. Fgci, Roma).
- 1973 - Le mani a te padrone, io no, non te le bacio - (EP - Ed. Pci, Reggio Calabria).
- 1973 - Alla tenda dei metalmeccanici in Piazza Maggiore - (EP - Ed. Flm, Bologna).
- 1973 - La gioventù del mondo è a fianco del Vietnam - (EP - Ed. Fgci, Bologna).
- 1973 - Sebben che siamo donne paura non abbiamo - (EP - Ed. Udi, Bologna).
- 1973 - Canzoni di solidarietà antimperialista - (EP - Ed. Fgci, Roma).
- 1973 - Canzoni satiriche antifasciste - (EP - Ed. Arci, Bologna).
- 1973 - E la lega la crescerà - (EP - Ed. Cgil, Bologna).
- 1973 - Canti politici cileni - (EP - Ed. Fgci, Bologna).
- 1974 - Canti sindacali per le operaie della Raquel - (EP - Ed. Arci, Bologna).
- 1974 - Inno e Marcia dei Pionieri, di Gianni Rodari - (EP - Ed, Api, Reggio Emilia).
- 1974 - Italia-Cile - (LP - Ed. Comitato Italia-Cile, Bologna).
- 1975 - Tu compagno - (LP - Ed. Fgci, Bologna).
- 1975 - Oltre il ponte - Solista Paola Contavalli - (LP - Ed. Zodiaco, Sciascia, Milano).
- 1975 - I canti della baracca di Piazza Maggiore - (LP - Ed. Zodiaco, Sciascia, Milano).
- 1975 - Il Canzoniere delle Lame di Bologna - (LP - Ed. Zodiaco, Sciascia, Milano).
- 1975 - Per i morti di Reggio Emilia - (EP - Ed. Way-Out, Sciascia, Milano).
- 1975 - Meeting Politico-Musicale - (LP - Ed. Way-Out, Sciascia, Milano).
- 1975 - Generazione Vietnam - (LP - Ed. Zodiaco, Sciascia, Milano).
- 1975 - Il prezzo del mondo - (LP - Ed. Zodiaco, Sciascia, Milano).
- 1976 - Gramsci e Togliatti non vi abbiam scordati - (EP - Ed. Zodiaco, Sciascia, Milano).
- 1977 - Per un discorso comune - (LP - Ed. Zodiaco, Sciascia, Milano).
- 1977 - Chants de lutte italiens - (LP - Ed. Chant du Monde, Parigi).
- 1977 - Avanti popolo e Bella ciao - (EP - Ed. Supraphon, Praga).
- 1978 - Festival Sokolov 78 - (LP - Ed. Supraphon, Praga).
- 1979 - Canzoniere delle Lame - (LP - Ed. Supraphon, Praga).
- 1980 - Canzoniere delle Lame - (LP - Ed. Amiga, Berlino Est).
- 1980 - Scarpe nuove eppur bisogna andar - (LP - Ed. Way-Out, Sciascia, Milano).
- 1980 - Yankee tornatevene a casa - (EP - Inserto de L'Espresso, Settimanale, Roma).
- 2000 - Lame in 30 dischi (30 canzoni) - (Audiocassetta, Edizione Privata Lame, Bologna).
- 2000 - Lame a Cuba (25 canzoni) - (Audiocassetta, Edizione Privata Lame, Bologna)
- 2012 - Gli anni che cantano: il CDL - (CD con 20 canzoni) Edizioni Nota di Colle, Udine).